# ريان غيبونز
ريان غيبونز (بالإنجليزية: Ryan Gibbons)‏ هو لاعب كرة قدم أمريكية أمريكي، ولد في 13 مارس 1983 في مارشفيلد في الولايات المتحدة.